# 刘青山张子善案

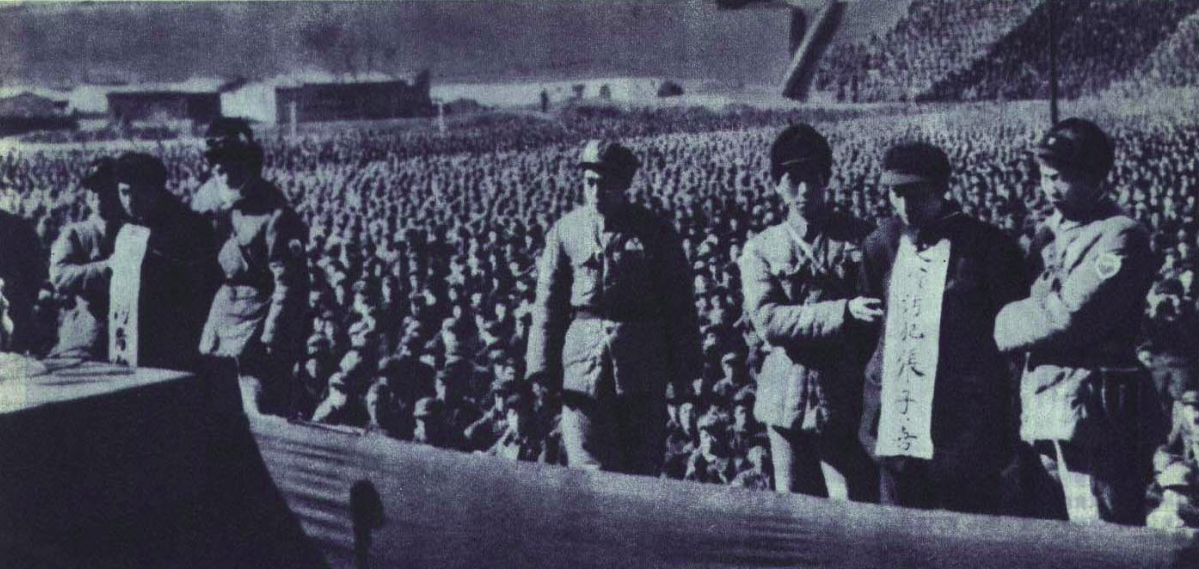
1952年2月10日，刘青山（左面掛牌者）和张子善（右面掛牌者）在保定人民体育场公审。

刘青山张子善案是中华人民共和国建立初期的一起贪污案件，1951年底案发，1952年2月刘青山、张子善二人被执行枪决。该案引发了“三反运动”的高潮。此案后不久，1952年4月18日，中华人民共和国中央人民政府批准颁布《中华人民共和国惩治贪污条例》。

## 案件背景

### 三反五反运动
1951年12月，中共中央发出通知，在全国范围内展开“三反运动”，即“反贪污、反浪费、反官僚主义”。1952年1月，毛泽东等人进一步在大中城市内发动了“五反运动”，即“反行贿、反偷税漏税、反偷工减料、反盗骗国家财产、反盗窃国家经济情报”。

### 刘张二人
刘青山于1931年加入中国共产党，曾参加抗日战争。1941年3月起任中共大城县委书记，后先后担任冀中中共八地城工部长、冀中中共八地书记兼任冀中军区第八军分区政治委员、地委党校校长。1949年9月，刘青山任天津地委书记。1951年8月，调任河北石家庄市委第一副书记；同年10月，刘青山作为中国青年友好代表团成员，出席了在奥地利维也纳召开的“世界青年和平友好联谊会”。
张子善于1933年加入中国共产党，曾参加抗日战争。先后担任中共献县县委书记、冀中八地委组织部长、冀中十地委书记。1949年8月，中共天津地委和天津专署在杨柳青镇成立，张子善先后任天津地委副书记兼专署专员，中共天津地委书记。

## 案件情况
据中国官方公布，1950年至1951年间，劉青山、张子善兩人在擔任天津专区領導的期間，盜竊地方糧款28億9151萬元、防汛水利專款30億元（还10亿元）、救災糧款4億元、幹部家屬救濟糧款1億4000萬元，剋扣修理機場民工供應補助糧款5億4330萬元，賺取治河民工供應糧款3億7473萬元，倒賣治河民工食糧從中漁利22億元；此外還以修建為名騙取銀行貸款60億元，從事非法經營。以上挪用公款、骗取贷款共计155亿4954万元（旧币面值，相当于今币155万余元）。有说总计171億6272万元（旧币面值，相当于今币171万余元），可购近一吨黄金。
据中国官方公布，经调查，刘青山贪污达1.84亿元（旧币，合今币1.84万元）、张子善贪污达1.94亿元（旧币，合今币1.94万元）。此外二人还借机关生产名义，进行非法经营，送49亿元（旧币）给奸商倒卖钢材，使人民资产损失14亿元（旧币）；还派人员冒充解放军，用救灾款从东北套购木材4000立方米。据官方披露，刘青山、张子善二人亦有吸毒史。

## 案件处置

### 举报
中共天津地委委员、行署副专员李克才曾向上级举报刘青山、张子善二人，但无效果。1951年10月，李克才再度向中共河北省委举报刘张二人。河北省委组织部部长、省纪检委副书记薛迅负责接待。10月下旬，由薛迅带队的河北省委纪律调查组进入天津地委机关。

### 逮捕
1951年11月12日至12月1日，在河北省保定举行中共河北省委第三次代表会议。11月21日李克才在会议上公开揭露刘青山、张子善的贪污问题。时任河北省委第一书记林铁在苏联治病。中共河北省委当即由杨秀峰（河北省人民政府主席）、薛迅（省委组织部长）、孙光瑞（省检察署检察长）、董鲁安（河北省人民政府委员兼人民监察委员会主任）、李国华（1896一1976，省人民监察委员会副主任）、宋志毅（1904-1980，曾任冀中十分区专员，时任河北省高院院长）组成“刘青山、张子善大贪污案调查处理委员会”，杨秀峰任主任，薛迅为副主任，河北省人民检察署检察长孙光瑞担任办案组组长。
11月29日，河北省公安厅在天津地委出席省党代会驻地饭店逮捕了正在吃饭的张子善。同日，中共中央华北局将河北省委的请示作了讨论，并向中共中央、毛泽东作出书面报告。此前刘青山已作为中国青年友好代表团成员，出席奥地利维也纳举行的世界和平友好理事大会。当时身处苏联的刘青山被电召回国。12月2日，刘青山随团乘火车抵达天津，在马场道18号“刘公馆”被控制，与张子善分别关押于保定的河北省公安厅内。12月4日，经华北局批准，河北省委开除刘青山、张子善党籍。刘青山猛拍桌子，吼道：“出什么事了，还能开除老子的党籍？”

### 审讯
据办案组组长孙光瑞回忆，关押审查期间，张子善胆怯害怕、吃不下睡不着，而刘青山则大吃大喝、倒头就睡，但两个人惟一的相同点是——拒绝交代问题。孙光瑞提到：“这两个人都吸毒。犯了毒瘾，很痛苦。经请示后，我们给了点白面（海洛因的俗称），终于有了突破口。刘青山最先交代的，说有两个本子，（你们）看了就知道了。”交代了问题后，刘青山也吃不下饭了，半夜会突然坐起，直至天明。

### 量刑
12月14日，河北省委向中共中央华北局提交处理意见，提议“处以死刑”。20日，华北局向中共中央提交处理意见“为了维护国家法纪，教育党和人民，我们原则上同意将刘青山、张子善二贪污犯处以死刑(或缓期两年执行)，由省人民政府请示政务院批准后执行。”
周恩来将报告送交毛泽东并征求意见时，毛泽东说：“死刑！”，且不准他人求情。 与此同时，1951年12月下旬，华北局通过河北省委征求了天津地委及所属部门对刘、张两犯量刑的意见，其中地委在家的8个委员的一致意见是处以死刑，而地区参加讨论的552名党员干部的意见是：对刘青山同意判处死刑的535人，判处死缓的8人，判处无期徒刑的3人，判处有期徒刑的6人，对张于善同意判处死刑的536人，判处死缓的7人，判处无期徒刑的3人，判处有期徒刑的6人。亦有听取党外民主人士对量刑的意见。最终，毛泽东决定：同意河北省委的建议，由河北省人民法院宣判，经最高人民法院核准，对大贪污犯刘青山、张子善处以死刑，立即执行。
据薄一波回忆，在最高人民法院的判决书下达之前，刘青山、张子善案件经毛泽东批示，由《人民日报》等报刊公之于众。1951年12月30日，该案正式向全国公开。1952年1月5日，《人民日报》发表了时任河北省委副书记马国瑞的文章《坚决反对官僚主义——刘青山、张子善巨大贪污案给予我们的教训》。1952年1月18日，孙光瑞签署河北省人民检察署对刘张案的公诉书。

### 公审
1952年2月10日，河北保定市体育场举行了刘青山、张子善贪污案公审大会，2万余人参加了大会。河北省委通过广播，现场直播了公审大会。其中，保定市启动了1000多台收音机，60多个广播喇叭，组织了近万人收听大会实况转播；唐山市组织了6.7万多人，石家庄市组织了5.5万多人，全省九个专区及各县镇组织了近20万人，在收音机和大喇叭旁收听广播。
公审大会于当日正午12时开始，会议议程为由省委组织部长薛迅代表“刘青山、张子善案件调查处理委员会”控告二犯罪行，由宝坻县农民孙树林代表灾民进行控诉。下午1时30分，河北省人民法院院长、临时法庭审判长宋志毅宣读审判书，刘青山、张子善被押赴保定市东关大校场执行枪决。此前，张子善被押72天，刘青山入监69天。时年，刘青山36岁，张子善38岁。

### 后续
周恩来曾以中央的名义给河北省委发送电报，要求从人道主义出发，妥善安排好二犯的后事。河北省委、省政府根据中央和华北局的有关指示，定出了四项具体措施：
1. 子弹不打脑袋，打后心；
2. 敛尸安葬，棺木由公费购置；
3. 二犯亲属不按反革命家属对待；
4. 二犯之子女由国家抚养成人。

刘青山被枪决后，妻子范勇被迫改嫁，刘青山的三个儿子由叔叔抚养长大。此外，该案牵连的41人受到处分，有的坐了监，有的开除党籍，有的撤了职，有的降了级，有的被遣送农村改造。拨乱反正时期，受牵连人士于1978年以后获得平反。

## 案件评价

### 正面评价
该案被中国官方称为“共和国反腐第一案”。有观点认为此案换来了“中国官场20年廉政”。也有人提到，“影响大，这后来还专门就现在还留下这么一句话，枪毙了一个刘青山、张子善，天津市的话，三十年没有贪污犯。”
对于运动式反腐，董必武等人认为，一个国家在刚刚成立的时候，要想把所有的法律都制定出来是不可能的，也是不现实的，但出现了问题不能不处理，那么当时最好的办法那就是群众运动，找不到比群众运动更有效的办法，那么这可以说也是当时历史的选择。
薄一波在《若干重大决策与事件的回顾》一书中写道:
由此可见毛泽东在处理这个问题时所下的决心和所做的深思熟虑，他当时的心思完全倾注在如何维护党的事业上面，如何更好地挽救犯错误干部的多数上面，如何更有效地防止干部队伍的腐化上面。严惩刘青山、张子善的决定的果断作出，实际上是再一次用行动向全社会表明，我们党决不会做李自成！决不会放任腐败现象滋长下去！决不会让千千万万先烈用鲜血和生命换来的江山改变颜色！

### 亲属评价
对于“机关生产”的罪名，据刘青山当时的妻子范勇后来回忆：
还有一位华北局领导来信要欧米加自动表，青山买了，派警卫员送了去。省委某领导的家属来天津要狐皮大衣，要人参鹿茸等……这都是机关生产出的钱，刘青山又大手大脚的，谁要都给，最后当然都算在刘张身上了！
而据张子善当时的妻子赵玉秀后来回忆：
那是1951年上边让搞的。当时的口号是，壮大地方国营生产，改善机关人员的生活。那时刘青山和张子善都很想搞机关生产。因为省委、华北局常常来人，又要吃饭又要办事，这些费用走正常的财务开支都不行，后来就搞了几个厂子。厂子办得很红火，机关上的人们生活得到一些改善，福利也多些了，可问题也就来了。省委的、华北局的常来人或打电话向刘张要东西。刘张也觉得现在已经不是解放前了，有条件了，领导们要点儿就要点儿吧！可也别太过份了呀！滋养补品、狐皮大衣、名牌手表、名牌毛线，想起什么要什么。子善常私下和我发牢骚，说省里来人要，华北局来人也要，干部要，家属也要，吃了喝了还要带着，点着名要这要那，不给又不好，华北局有位领导打电话让子善给他家找个保姆，可一分钱也不出。子善就托人从农村找来了保姆，又吃又喝又带路费又带零花钱，最后还不都出在机关生产上。

### 争议评价

#### 程序争议
案件的司法程序存在争议。
- 在逮捕刘青山、张子善的过程中，并没有“逮捕证”[30][31]。
- 1950年12月，中央人民政府司法部发布《关于取缔黑律师及讼棍事件的通报》，明令取缔国民政府时期的律师组织和律师活动，因此二人没有辩护律师[32]。（直至1954年，中华人民共和国第一部宪法才规定“被告人有权获得辩护”，同年颁布的《人民法院组织法》具体规定：“被告人除自己行使辩护权外，可以委托律师为他辩护。”[32][33]）
- 调查取证过程采用群众运动的方式，毛泽东曾经提出过“大胆怀疑”的方针，推崇的解放军六十六军的典型经验里，指导思想就是“大胆怀疑，追加预算”的八字方针，但这种“宁左勿右”的运动式调查取证无法让一些人信服[31][34]。
- 建国初期，对刘、张二犯的处理，既无明确的法律条文可以依据，也无现成的案例可以参照，具体则由中国共产党组织决定如何处置，并由中共河北省委向中共中央提出“死刑”意见（而非检察机关）[31][35]。
- 无司法上诉机制，毛泽东直接批示并要求此案快审、快结、快判，而刘、张二人在公审大会宣判后，被立即押赴刑场执行死刑[20][30][36]。

#### 量刑争议
案件量刑过程中，毛泽东同意河北省委的死刑建议，当周恩来问：“万一有人出面讲情呢？”毛泽东回复：“不准。”  但死刑的量刑引发了河北和天津官场的震动，部分官员认为二人罪不至死，他们将意见和呼声反映给了时任天津市委书记黄敬。后者随即找到了华北局第一书记薄一波，提到：“刘青山、张子善错误严重，罪有应得，当判重刑。但考虑到他们在战争年代出生入死，有过功劳，在干部中影响较大，是否可以向毛主席说说，不要枪毙了，给他们一个改过的机会。” 薄一波向毛泽东转达了“枪下留人”意见，但毛认为:“正因为他们两人的地位高，功劳大，影响大，所以才要下决心处决他们。只有处决他们，才可能挽救二十个，两百个，两千个，两万个犯有各种不同程度错误的干部。” 此后毛泽东对工作人员下命令:“凡是为刘青山、张子善讲情的人，一律不见！” 反右运动、大跃进期间，黄敬在南宁会议上被毛泽东斥为“老右倾”并激烈指责，后精神崩溃跳楼身亡（一说脑血栓）。
原政协委员、中国民盟领导人之一的周鲸文认为，刘青山主要是因反共产党、反毛泽东而被枪毙，其他贪污数目更高的成百上千人都免于被处死。
部分民主党派人士认为，建国之初正是急需人才的时候，轻易折损有功之臣，很容易引起内部的分裂，同时他们认为随着社会文明的进步，中共高层应该从制度与法律的建设角度，慎重处理腐败问题。
中国人民大学教授张鸣认为，“从某种意义上说，刘张的案子，无非是毛泽东为了让运动升温火起来，而借他俩的人头的一点权力技术和操作。他效果很好，杀了这两个人，让运动达到了沸点。运动过后，由于反腐败的道德正当性，以及毛泽东亲自过问批示的结果，甄别和纠正实际上都谈不上。于是，这个案子，就成了反腐败的一个经久不衰的符号。... 运动式的整肃，杀鸡吓猴，也许可以一时让人心很振奋，让人们感到很解气。但是，从长远看，却是对国家政治秩序的破坏，阻碍了中国进入法制时代的步伐。”
中共中央党校教授林喆认为，“毛泽东实际上当然他对法制是轻视的，轻视的，他说过的，他说的宪法是我制定的，但是我都记不住，我们还是靠讲话，开会来解决问题，他而且自称是和尚打伞无法无天，毛泽东还是以人治，但是人治和法治的区别不在于要不要法律制度，而在于当人和法发生冲突的时候，谁更具有权威性，人治就觉得靠决议，觉得靠首长讲话，这是更重要的，法治是觉得必须靠法律制度，法律的规章制度。”

## 備註
1. ↑  人民幣舊幣，舊幣1萬元折合新幣1元。[8]